# 聖芬生鸚鵡
聖文森鸚鵡（Amazona guildingii）是一種大型及色彩鮮艷的鸚鵡，為島國聖文森的特有種也是國鳥，數量非常稀少。

## 特徵
聖芬生鸚鵡長40厘米。牠們的頭部呈黃白色、藍色及綠色，上身綠銅色，腳灰色，眼睛紅色，雙翼及尾羽紫藍綠色。牠們有黃褐色及綠色的形態。雌鳥及雄鳥相似。雛鳥的羽毛較淺色，瞳孔褐色。

## 分佈地
聖芬生鸚鵡是加勒比海聖文森特上潮濕山區森林內的特有種。牠們主要吃果實、堅果、花朵及種子。雌鳥一般每次會生1-2隻蛋。

## 保育狀況
由於失去棲息地、數量稀有及有限的分佈地，加上被捕獵及天然災害，聖芬生鸚鵡被世界自然保護聯盟列為易危。牠們亦受到《瀕危野生動植物種國際貿易公約》附錄一及二的保護。

## 外部接結
- BirdLife Species Factsheet （页面存档备份，存于）